# Rezydencja Louisa Mantina w Moulins

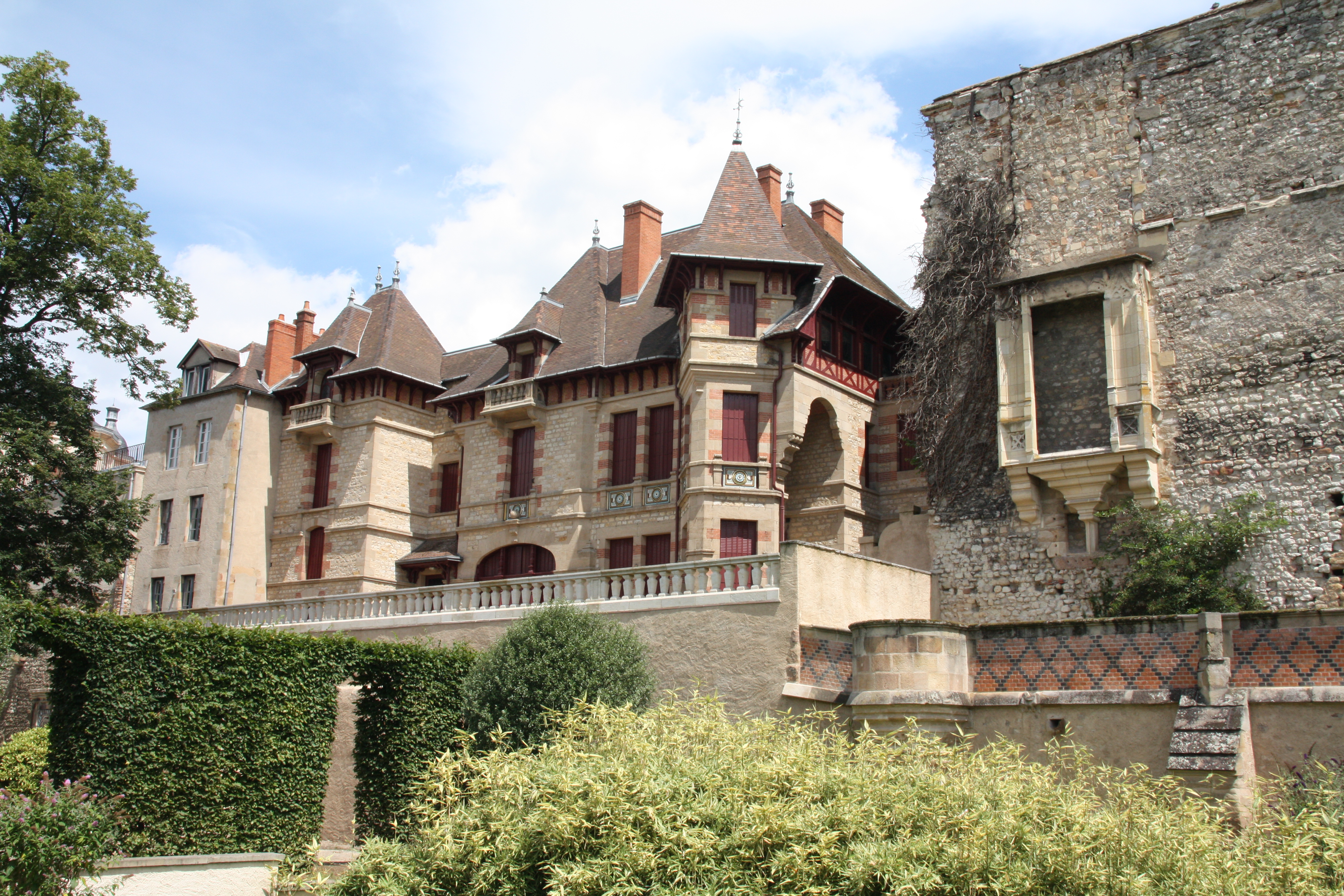
Rezydencja w 2010 roku

Rezydencja Louisa Mantina w Moulins (fr. Maison Mantin) − rezydencja w Moulins z końca XIX wieku, powstała na ruinach zamku z XV wieku jako posiadłość francuskiego przedsiębiorcy Louisa Mantina.
W 1897 roku ukończono budowę rezydencji, ale właściciel zmarł bezdzietnie w 1905 roku. Po jego śmierci, zgodnie z wolą właściciela rezydencję zamknięto na 100 lat z zamiarem uczynienia jej kapsułą czasu. W swoim testamencie nakazał przekazać budynek miastu po upłynięciu okresu zamknięcia. Rezydencja pozostała zamknięta przez cały okres, także w okresie niemieckiej okupacji i przechodzenia frontu zachodniego II wojny światowej. W 2005 roku, sto lat od śmierci Mantina, otwarto jego dom. Następne sześć lat trwała kosztowna renowacja mocno zniszczonego wnętrza budowli. Prace kosztowały 3,4 miliona euro, a po ich zakończeniu obiekt stał się muzeum. Eksponatami stały się dzieła artystów przełomu XIX i XX wieku, całe wyposażenie pokoi oraz instalacje techniczne, jak elektryczność, toaleta ze spłuczką, wanna z prysznicem i podgrzewacz do ręczników.